# La Chanson d'autrefois
Pour plus de détails, voir Fiche technique et Distribution.
La Chanson d'autrefois (むかしの歌, Mukashi no uta) est un film japonais réalisé par Tamizō Ishida, sorti en 1939.

## Synopsis
En 1877 à Osaka, Omio est la fille d'un négociant, au fort caractère, passionnée par ses cours de shamisen. Ses parents souhaitent la voir épouser Sanji, le fils d'un marchand d'huile, mais ce dernier est décontenancé par l'attitude d'Omio qui souffle le chaud et le froid sur leur relation. Un jour alors qu'ils se promènent, ils portent secours à Oshino. Par désespoir, la jeune fille était prête à se vendre à un tireur de pousse-pousse pour aider son père, Kohei Takuma, un samouraï sans le sou. Ce dernier ne rêve que de rejoindre les rangs de Saigō Takamori dont il se dit qu'il prépare une révolte contre le nouveau gouvernement impérial.
Tandis qu'Omio recueille Oshino et la traite comme une sœur, Sanji fait office de messager avec la famille Takuma. Il découvre que la mère d'Oshino, une ancienne geisha, est la véritable mère d'Omio, Omio et Oshino sont donc véritablement demi-sœurs. Omio est particulièrement perturbée d'apprendre la vérité, elle rejette Oshino qu'elle confie aux bons soins de Sanji.
Lorsque survient la nouvelle du siège du château de Kumamoto par les troupes de Saigō Takamori, Kohei Takuma renonce à toute fierté et accepte l'argent d'Omio pour rejoindre la rébellion en cours tandis que le père d'Omio se frotte les mains car il a misé toute sa fortune sur la victoire des samouraïs.
Quelque temps plus tard, la rébellion de Satsuma a échoué, la famille d'Omio est ruinée. La jeune femme pousse Sanji à se marier avec Oshino et elle s'apprête à devenir geisha à Shinmachi. 

## Fiche technique
- Titre : La Chanson d'autrefois[1]
- Titre original : むかしの歌 (Mukashi no uta?)
- Réalisation : Tamizō Ishida
- Assistant réalisateur : Kon Ichikawa
- Scénario : Kaoru Morimoto (ja), d'après sa pièce de théâtre
- Photographie : Ichio Yamazaki
- Décors : Yasuhide Katō
- Montage : Yoshio Ebara
- Société de production : Tōhō
- Pays de production :  Empire du Japon
- Langue originale : japonais
- Format : noir et blanc — 1,33:1 — 35 mm — son mono
- Genres : drame
- Durée : 77 minutes[2] (métrage : huit bobines - 2 107 m[2])
- Date de sortie : 
  - Empire du Japon : 1er février 1939[2]

## Distribution
- Ranko Hanai : Omio
- Jun Fujio (ja) : Sanji Izumiya

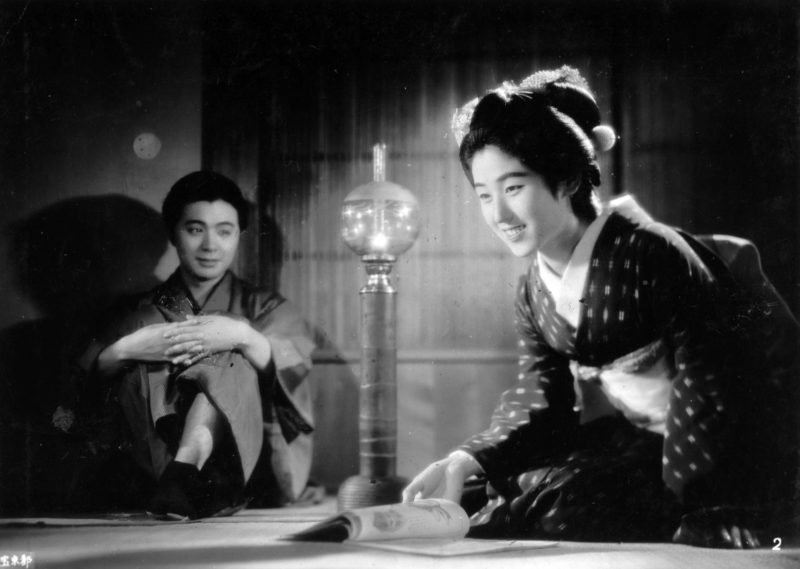
et Ranko Hanai.

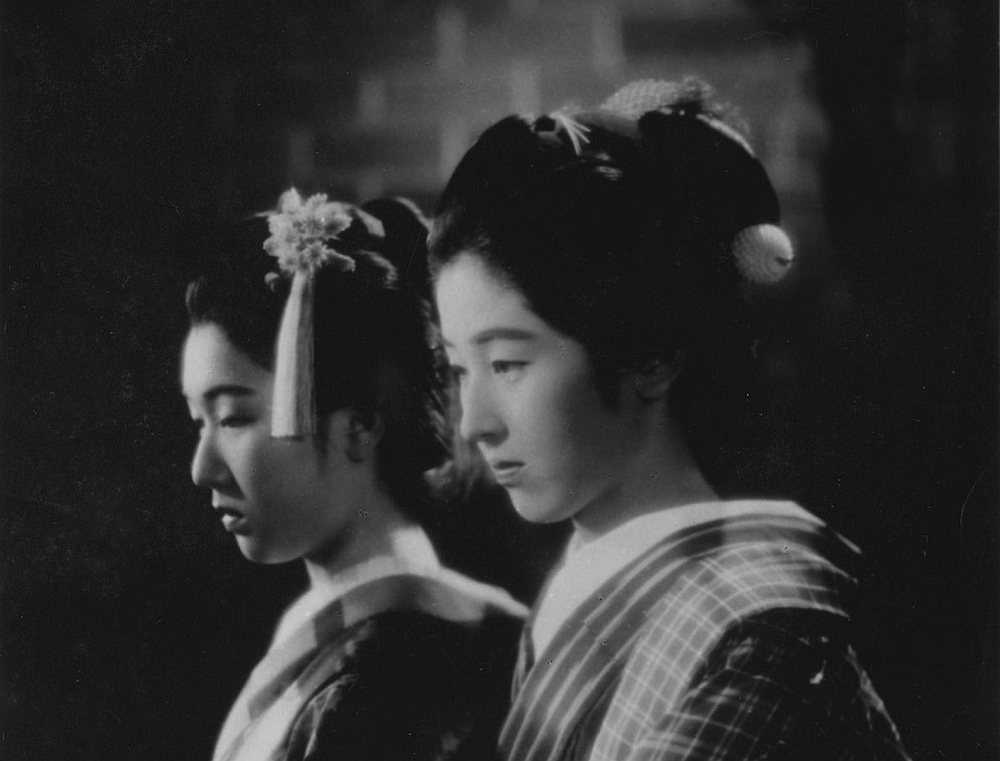
Hisako Yamane et Ranko Hanai.

- Eitarō Shindō : Jihei Hyogoya, un marchand, le père d'Omio
- Rikie Sanjō (ja) : Otsuji, la belle-mère d'Omio
- Hisako Yamane : Oshino, la demi-sœur d'Omio
- Kokuten Kōdō : Kohei Takuma, le samouraï pauvre, père d'Oshino
- Toshiko Itō : Osoyo, la mère d'Omio et d'Oshino
- Saburō Sawai : Daikame, le coiffeur
- Kyōzō Fuyuki : Taizo, un employé de Hyogoya
- Kajiya Morino (ja) : le tireur de pousse-pousse
- Sōzaburō Kikuchi : Shimizu
- Taizō Fukami (ja) : Sakai
- Tokiichirō Ōsaki : le docteur
- Rei Ishikawa (ja) : l'allumeur de réverbères
- Rumi Ejima : Oume
- Chieko Ishii : Onaka

## Autour du film
Selon le critique de cinéma Tadao Satō, les films de Tamizō Ishida, Les Fleurs tombées (1938) et La Chanson d'autrefois (1939), « qui dépeignent des milieux d'où émanent une émotion et un charme différents de ceux auxquels le jidaigeki ou le shinpa ont habitué le spectateur jusqu'alors, exceptionnels de réalisme, sont le fait d'une observation intelligente ».
Le film explore les changements sociaux de la période Meiji (1868-1912) et l'impact psychologique de transformations sans précédent en ampleur et en vitesse dans le pays. L'histoire de deux familles d'Osaka met en scène l'ascension de la classe marchande et le déclin des samouraïs. Comme dans Les Fleurs tombées, quoique de manière moins stricte, Ishida reste fidèle à la règle d'éviter les plans répétitifs, et une fois de plus l'histoire est décrite du point de vue féminin.
Kon Ichikawa est premier assistant réalisateur sur ce film, c'est lui réalise le plan du générique de début, en filmant le bateau à vapeur qui fait la liaison entre Osaka et Kyoto sur le fleuve Yodo.